# Гміна Новомалін
Гміна Новомалін — адміністративно-територіальна одиниця Острозького і Здолбунівського повітів Волинського воєводства міжвоєнної Польщі. Адміністративний центр — село Новомалин, після 1933 — село Межиріч.
Гміна утворена після окупації поляками Волині 6 травня 1922 р. з тих сіл Кунівської волості, що опинилися з польського боку.
На 1936 рік гміна складалася з 18 громад:
1. Батьківці — село: Батьківці;
2. Болотківці — село: Болотківці та фільварок: Довгелишки;
3. Бір — село: Бір;
4. Хинівка — село: Хинівка;
5. Данилівка — село: Данилівка;
6. Ілляшівка — село: Ілляшівка;
7. Гутисько — село: Гутисько та військове селище Єломалін;
8. Ляхів — село: Ляхів та військове селище Ляхів;
9. Лючин — село: Лючин;
10. Межиріч — село: Межиріч;
11. Новомалин — село: Новомалин та присілок Подобанка;
12. Новородчиці — село: Новородчиці;
13. Посива — село: Посива;
14. Стійло — село: Стійло;
15. Теремне — село: Теремне та присілок Майдан;
16. Вілія — село: Вілія;
17. Закоти — село: Закоти;
18. Завидів — село: Завидів.

1 січня 1925 р. повітовий центр було перенесено до міста Здолбунів, повіт перейменовано на Здолбунівський. .
Після радянської анексії західноукраїнських земель ґміна ліквідована у зв'язку з включенням у Острозький район.